# Sektkühler

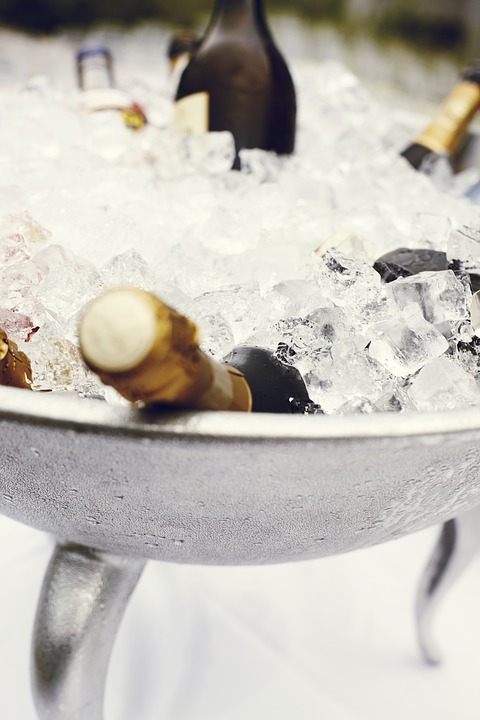
Sektkühler

Ein Sektkühler (Weinkühler), auch Sektkübel (Weinkübel) oder Flaschenkühler genannt, ist ein Gefäß zum Kühlen von Sekt oder Wein. Dabei wird das Gefäß mit Eis gefüllt oder enthält ein zusätzliches Reservoir für Wasser. Dadurch kann man den Sekt langsam herunterkühlen und das typische Prickeln bleibt erhalten. Man kann den Sektkühler auch zum Frappieren verwenden, indem man ihn mit wechselnden Schichten aus Eis und Salz befüllt, um den Sekt innerhalb von 20 Minuten auf eine Temperatur von 5 bis 8 °C herunterzukühlen.